# 费雷拉-杜阿连特如
费雷拉-杜阿连特如是葡萄牙贝雅区的一个堂区。总面积226.12平方公里，总人口4866人，人口密度21.5人/平方公里。